# Матч-турнир по международным шашкам 1962 года в Туле
Матч-турнир по международным шашкам в Туле за право представлять Советский Союз в ближайшем турнире претендентов был проведён летом 1962 года в четыре круга с участием экс-чемпиона мира Вячеслава Щёголева, чемпиона СССР 1958 и 1960 годов Михаила Корхова и чемпиона СССР 1961 года Андриса Андрейко. Матч-турнир часто называют «секретным», так как во время проведения он не освещался в советской прессе, и лишь позднее о нём стали появляться обрывочные сведения. Победил в матч-турнире и завоевал путёвку на турнир претендентов в Льеже Михаил Корхов, но так как он не получил визу на выезд из СССР, турнир претендентов прошёл без его участия и вообще без участия советских шашистов.

## Предыстория
В IV чемпионате СССР по стоклеточным шашкам, проходившем в апреле 1958 года, победил Михаил Корхов. В июне 1959 года должен был состояться очередной турнир претендентов и было объявлено, что представлять Советский Союз в турнире претендентов будет победитель V чемпионата СССР, назначенного на май 1959 года. Но основной турнир победителя не выявил: первое — второе места в чемпионате поделили Михаил Корхов и Вячеслав Щёголев. Для определения победителя в июне 1959 года был проведён дополнительный матч, в котором Щёголев завоевал чемпионский титул и путёвку на турнир претендентов в Монако. Однако из-за позднего окончания дополнительного матча Щёголев не успел принять участие в турнире претендентов, который состоялся без советских шашистов. В качестве компенсации Щёголеву было предоставлено право без отбора представлять Советский Союз на очередном чемпионате мира, назначенном на октябрь — ноябрь 1960 года. Щёголев не принимал участия в VI чемпионате СССР, проведённом в январе 1960 года, победителем которого снова стал Михаил Корхов. Зато Щёголев был направлен Федерацией шашек СССР на чемпионат мира, в котором занял первое место и завоевал титул чемпиона мира. В шашечном сообществе возникло недовольство таким решением, и в декабре 1960 года федерацией было принято решение:
Кандидатом № 1 на посылку от СССР представителя на турнир претендентов считать двухкратного чемпиона СССР (1958 и 1960 гг.) М. Корхова.
 (Имеется ввиду турнир претендентов в Льеже, назначенный на сентябрь 1962 года.) Но в начале 1962 года в советской прессе появилось сообщение, что в турнире претендентов предполагается участие участника матч-реванша на первенство мира между Щёголевым и Куперманом. Этот матч состоялся в декабре 1961 года, и Щёголев в нём утратил титул чемпиона мира. Кроме того, в августе 1961 года состоялся очередной чемпионат СССР, победителем которого стал Андрис Андрейко. Щёголев вновь не принимал участие в чемпионате, а Корхов занял в нём пятое место. Таким образом, определённое моральное право на участие в турнире претендентов появилось и у Андрейко. В итоге пленум шашечной федерации принял решение выявить участника турнира претендентов в специально организованном для этого соревновании с участием Щёголева, Корхова и Андрейко.

## Итоги матч-турнира
| Место | Спортсмен        | 1       | 2       | 3       | Игры | Выигр. | Ничьи | Пораж. | Очки |
| ----- | ---------------- | ------- | ------- | ------- | ---- | ------ | ----- | ------ | ---- |
| 1     | Михаил Корхов    |         | 0 1 2 1 | 2 1 1 1 | 8    | 2      | 5     | 1      | 9    |
| 2     | Андрис Андрейко  | 2 1 0 1 |         | 1 0 1 2 | 8    | 2      | 4     | 2      | 8    |
| 3     | Вячеслав Щёголев | 0 1 1 1 | 1 2 1 0 |         | 8    | 1      | 5     | 2      | 7    |

## После матч-турнира
В матч-турнире победил Корхов, но в итоге никто из советских шашистов так и не приехал на турнир претендентов, победу в котором одержал сенегалец Баба Си. В журнале «Шашки» по этому поводу лишь кратко сообщалось, что Корхов не смог принять участие в турнире. В своей книге 2005 года «Шашечная сага» Корхов рассказывает, что его не выпустили в 1962 году на турнир претендентов вследствие интриг Купермана и из-за «плохих» анкетных данных его дяди, известного шашиста Семёна Михайловича Корхова. Возникает вопрос, насколько участие Корхова могло повлиять на результаты турнира претендентов. Известный историк шашек Говерт Вестервельт считает, что несмотря на победу в Туле Корхов не был игроком уровня Купермана, Андрейко или Щёголева и не смог бы составить конкуренцию Баба Си. За доской Баба Си и Корхов встречались в 1961 году в международном турнире в Ялте. Встреча закончилась вничью, но Баба Си в турнире занял 1-е место, а Корхов поделил третье-четвёртое. С другой стороны, в ялтинском турнире 11-12 места поделил французский шашист Мишель Изар, который почти до самого финиша претендовал на победу в турнире претендентов в Льеже. Сам Корхов называл победу в матч-турнире своим самым крупным спортивным успехом и считал, что смог её добиться главным образом благодаря помощи своего дяди и тренера Семёна Михайловича Корхова:
Я спросил Андриса (тогда невозможно было представить, что через полгода он погибнет), как могло случиться, что он и Слава Щёголев – тогдашние чемпионы СССР и мира, профессионалы и, безусловно, игравшие на голову сильнее, всё-же проиграли мне, тогда задавленному работой на производстве и учёбой в вечернем институте. Андрис ответил мне при молчаливом одобрении Славы: “Это было ясно заранее, ведь там был Семён Михайлович !”. Да, Семён Михайлович был глыбой не только для меня, но и для признанных шашечных гениев.